# Naujininkai

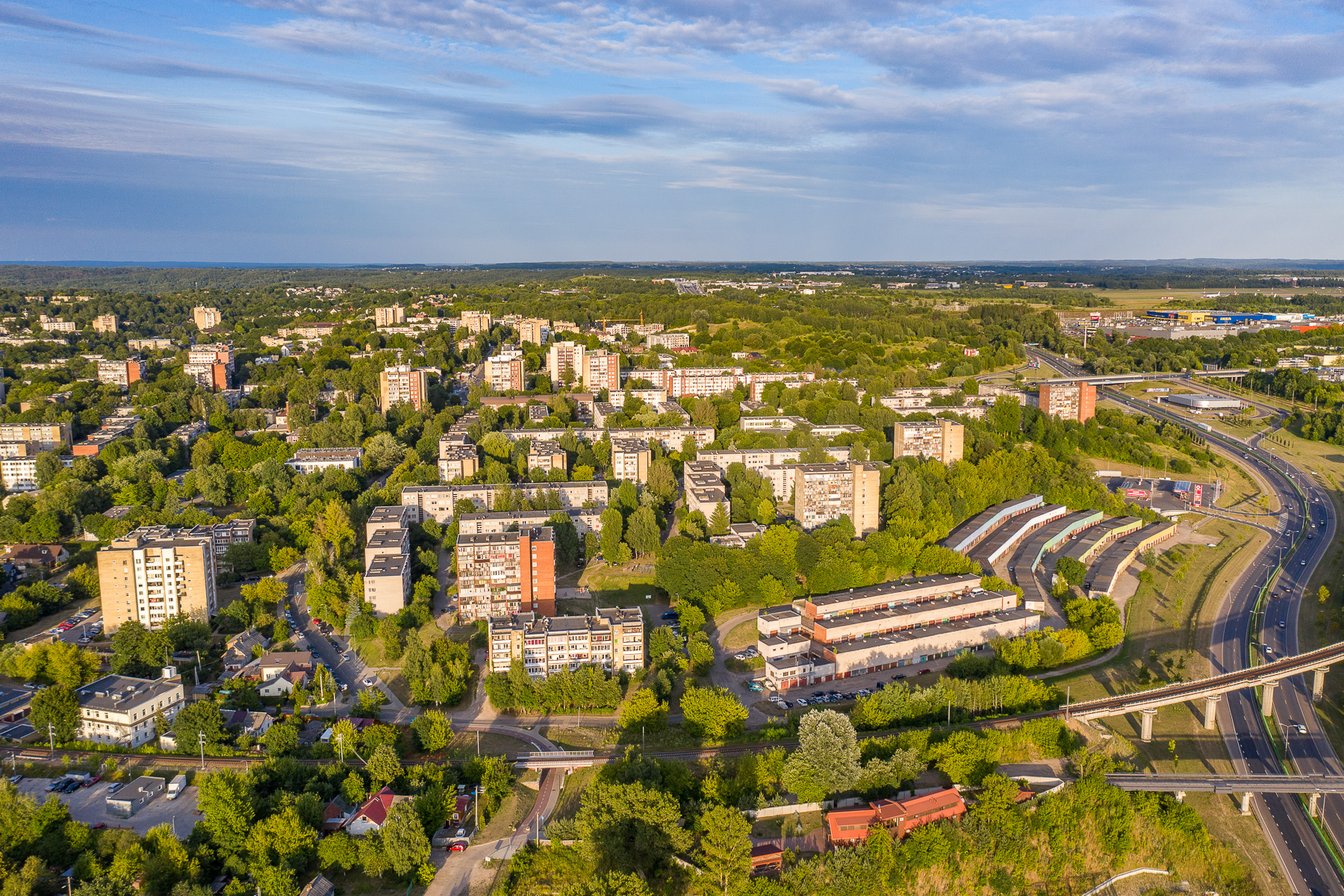
Luftbild

Naujininkai (polnisch Nowy Świat) ist ein Stadtteil der litauischen Hauptstadt Vilnius, der im Südwesten der Stadt liegt und nahe dem Bahnhof Vilnius im Stadtbezirk Naujininkų seniūnija gelegen ist. Es gibt eine orthodoxe Kirche, einige Friedhöfe (von Orthodoxen, Karaiten und Tataren).

## Organisationen
- Poliklinik Naujininkai
- Naujininkai-Schule Vilnius, gegründet 1973 als 39. Mittelschule Vilnius